# Александровка 2-я (Ржаксинский район)
Алекса́ндровка 2-я — деревня в Ржаксинском районе Тамбовской области России. Входит в состав Гавриловского сельсовета.

## География
Деревня находится на юге центральной части Тамбовской области, в лесостепной зоне, на левом берегу реки Ржакса, на расстоянии примерно 7 км (по прямой) к северо-востоку от пгт Ржакса, административного центра района.

### Климат
Климат умеренно континентальный, относительно сухой, с холодной продолжительной зимой и тёплым летом. Средняя температура воздуха самого холодного месяца (января) — −11 °C (абсолютный минимум — −40 °C); самого тёплого месяца (июля) — 20,5 °C (абсолютный максимум — 42 °С). Продолжительность периода с положительной температурой выше 10 °C составляет 151 день. Среднегодовое количество атмосферных осадков составляет 450—475 мм, из которых большая часть выпадает в тёплый период. Продолжительность залегания снежного покрова составляет в среднем 135 дней.

## История
Решением исполкома Тамбовского областного Совета от 27 октября 1989 года деревни Дуровщина и Александровка 2-я объединены в единый населённый пункт.

## Население
| 2002 | 2010 |
| ---- | ---- |
| 140  | ↘94  |

### Половой состав
По данным Всероссийской переписи населения 2010 года в гендерной структуре населения мужчины составляли 40,4 %, женщины — соответственно 59,6 %.

### Национальный состав
Согласно результатам переписи 2002 года, в национальной структуре населения русские составляли 98 % из 140 чел.